# Assassin's Creed
Assassin's Creed je franšiza akcijsko-pustolovskih open-world stealth videoiger v izdaji podjetja Ubisoft in razvoju studia Ubisoft Montreal. Temelji na uporabi igralnega pogona Anvil in njegovih naprednejših različic. Serija Assassin's Creed, ki so jo ustvarili Patrice Désilets, Jade Raymond in Corey May, prikazuje izmišljen tisočletni boj med asasini, borci za mir in svobodno voljo, ter templjarji, starodavnim viteškim redom, ki želi mir pridobiti z redom in nadzorom. Serija prikazuje zgodovinsko fikcijo, znanstveno fantastiko in izmišljene osebe prepletene z resničnimi zgodovinskimi dogodki in osebnostmi. V večini iger igralci nadzorujejo zgodovinskega asasina, hkrati pa igrajo tudi asasinskega začetnika ali nekoga, ki je vpleten v spopad med asasini in templarji v sedanjosti. Navdih za serijo je bil roman Alamut slovenskega pisatelja Vladimirja Bartola, ki temelji na zgodovinski sekti Hašašinov na srednjeveškem Bližnjem vzhodu. Serija hkrati temelji na konceptih iz serije videoiger Prince of Persia.
Prva igra franšize je izšla leta 2007, do danes pa vključuje skupno dvanajst glavnih videoiger z Assassin's Creed Valhalla kot zadnjo leta 2020. Glavne igre Assassin's Creed so postavljene v odprt svet in predstavljene iz tretjeosebne perspektive. Igra se vrti okoli bojevanja, stealth in raziskovanja, vključno z uporabo parkourja za navigiranje po okolju. Igre vključujejo glavne in stranske misije, nekatere pa tudi načine tekmovalnega in sodelovalnega večigralskega igranja.
V vsaki igri je predstavljena nova zgodba in občasno nova časovna obdobja. V seriji so trije krovni zgodbeni sklopi. Prvih pet glavnih iger spremlja Desmonda Milesa, potomca več pomembnih asasinov, ki s pomočjo naprave, imenovane Animus, podoživlja spomine svojih prednikov in išče mogočne artefakte, imenovane »koščki raja« (Pieces of Eden), hkrati pa poskuša preprečiti katastrofalni dogodek, ki naj bi do konca leta 2012 izbrisal človeštvo. Od Assassin's Creed IV: Black Flag do Assassin's Creed Syndicate asasinski začetniki in zaposleni v podjetju Abstergo (podjetje, ki ga kot krinko uporabljajo sodobni templjarji) s pomočjo programske opreme Helix zapisujejo genetske spomine in tako pomagajo templjarjem in asasinom najti nove »koščke raja« v sodobnem svetu. V najnovejših igrah Assassin's Creed Origins, Assassin's Creed Odyssey in Assassin's Creed Valhalla, spremljamo Laylo Hassan, nekdanjo uslužbenko podjetja Abstergo, ki se podaja na lastno pot, da bi človeštvo rešila pred novo katastrofo.
Glavne igre franšize Assassin's Creed so bile na splošno pozitivno sprejete zaradi ambiciozne vizualne podobe, zasnove igre in pripovedi, kritizirane pa zaradi letnega cikla izdajanja, pogostih hroščev in dajanja vedno večje prednosti mehaniki igranja vlog. Serija videoiger je prejela številne nagrade in nominacije, vključno z več nagradami za igro leta. Serija je komercialno uspešna, saj je z do septembra 2022 prodanimi 200 milijoni izvodi iger najbolje prodajana Ubisoftova franšiza in ena najbolje prodajanih franšiz videoiger vseh časov. Medtem ko glavne igre nastajajo za glavne konzole in namizne platforme, so številne izpeljanke iger izdane tudi za mobilne telefone, preostale konzole in druge ročne naprave. Objavljena je bila tudi vrsta knjig, enciklopedij, stripov, novel in romanov, leta 2016 pa je izšla tudi igrana filmska adaptacija franšize z naslovom Asasinov nazor.

## Zgodovina razvoja
Čeprav so igre v seriji imele več pripovednih lokov, Ubisoft trenutno na serijo gleda kot na tri obdobja zasnove in filozofije razvoja. Prvo obdobje zajema igre do Assassin's Creed Syndicate in vsebuje enoigralske igre, ki sicer vključujejo odprti svet in nekaj elementov igranja vlog, vendar so veliko bolj osredotočene na akcijsko-pustolovski in stealth del igranja. Drugo obdobje, ki zajema igre od Assassin's Creed Origins do Assassin's Creed Mirage, je z namenom povečanja vključenosti igralca prineslo več elementov igranja vlog in dodajanja novih vsebin po izzidu igre. Tretje obdobje se bo začelo z igro Assassin's Creed: Red, ki bo na podlagi izkušenj iz drugega obdobja razvoja ustvarilo zanimive enoigralske izušnje, podobne izvirnim, vendar s funkcijami, ki bodo znotraj sistema Infinity igralcem omogočale deljenje dosežkov in vsebine z drugimi.

### Prvo obdobje
Prva Assassin's Creed igra je nastala iz zamisli za nadaljevanje Ubisoftove igre Prince of Persia: The Sands of Time, namenjene sedmi generaciji igralnih konzol. Ekipa Ubisoft Montreal se je odločila, da bo igranje iz The Sands of Time prenesla v odprti svet in izkoristila izboljšano procesorsko moč za upodabljanje večjih prostorov in množic. Pripovedno se je ekipa želela oddaljiti od zamisli princa, ki si mora izboriti svoj sedež na prestolu; med raziskovanjem različnih tajnih združb so se osredotočili na red asasinov, ki temelji na zgodovinski ismailitski sekti hašašinov, kar je bilo močno izposojeno iz romana slovenskega pisatelja Vladimirja Bartola z naslovom Alamut. Ubisoft je razvil zgodbo, v kateri bi igralec upravljal asasina, ki spremlja neigralnega princa, kar je privedlo do imena Prince of Persia: Assassin ali Prince of Persia: Assassins. Ubisoft ni bil prepričan o Prince of Persia igri brez samega princa kot igralnega lika, zato je oddelek za trženje predlagal ime Assassin's Creed, ki je temeljilo na nazoru asasinov: »nič ni res, vse je dovoljeno«. Ubisoft Montreal je na podlagi tega ustvaril novo intelektualno lastnino, v kateri je odpravil princa in jo zasnoval na asasinih in templjarjih v Sveti deželi v 12. stoletju. Poleg tega so pri razmišljanju o tem, katere druge atentate bi lahko razložili v zgodovini, prišli do ideje o genetskem spominu ter ustvarili napravo Animus in sodobne elemente zgodbe. Tako so lahko dodatno pojasnili nekatere vidike igranja, kot je na primer smrt igralčevega lika, podobno kot v The Sands of Time.
Po izidu Assassin's Creed leta 2007 je Ubisoft Montreal izjavil, da bodo pri razvoju nadaljevanja Assassin's Creed II »preoblikovati globalno strukturo«. Menili so, da je bil parkour v prvi igri premalo izkoriščen, zato so svet v nadaljevanju zasnovali tako, da lahko igralec hitro preide v način parkourja, na primer z uporabo streh za pobeg pred zasledovalci. Sprememba okolja je pomenila, da je igra vsebovala nove like, vključno z novim protagonistom poimenovanim Ezio Auditore da Firenze. Assassin's Creed II je prav tako začel z večjo uporabo množic ljudi namenjenim skrivanju pred vsemi očmi, kar so razvijalci vzeli iz igre Hitman: Blood Money in s tem način koncepta socialnega stealth igranja še bolj razširili. Nazadnje pa je Ubisoft Montreal popolnoma preoblikoval ponavljajočo se strukturo misij iz prve igre s številnimi stranskimi dejavnostmi, zbirateljskimi predmeti in skrivnostmi. Ti dodatki so postali osrednji del nadaljevanja serije in drugih Ubisoftovih iger, kot so Watch Dogs, Far Cry in Tom Clancy's Ghost Recon. Igri Assassin's Creed II sta sledili dve nadaljevanji, Assassin's Creed: Brotherhood in Assassin's Creed: Revelations, v katerih je bil glavni junak Ezio, igralci pa so lahko rekrutirali NPC-je kot asasine in jih uporabili v misijah.
Assassin's Creed III je izviral iz vključno studia Ubisoft Montreal, ki je želel zgodbo serije premakniti v času naprej, kot tudi iz nepovezanega projekta studia Ubisoft Singapore, ki je vključeval pomorske boje z ladjami. Ko se je glavna ekipa osredotočila na obdobje ameriške revolucije, je ugotovila, da se sistem bojevanja med ladjami ujema z zgodbo, zato je preoblikovala okolje z namenom njegove vključitve. Druga pomembna sprememba v Assassin's Creed III je bila prilagoditev sistemov parkour in freerun (dobesedno 'prosti tek') za delovanje v naravnih gozdovih Massachusettsa in New Yorka v 18. stoletju. To je omogočilo dodajanje dreves in druge vegetacije tudi v mestna območja, ne le kot del sistemov za parkour, temveč tudi kot dodajanje bolj raznolikih okolij, ki so od tedaj naprej postala del stalnega oblikovanja serije.
V naslednji igri z naslovom Assassin's Creed IV: Black Flag je Ubisoftova ekipa nadgradila temelje predhodnice, zlasti kar zadeva mornariškega igranja, in ga brezhibno združila s kopenskim igranjem. Ekipa je igro izkoristila tudi kot priložnost za obravnavo nekaterih vidikov zgodbe serije. Odločili so se, da se bodo osredotočili na zunanji pogled na konflikt med asasini in templarji, zato so igro postavili v zlato dobo piratstva z glavnim junakom Edwardom Kenwayjem, ki se v konflikt kot pirat prvotno vključi zaradi obetov bogastva. Podobno kot po zaključku zgodbe Desmonda Milesa v Assassin's Creed III igralci v sodobnih segmentih prevzamejo vlogo brezimne osebe, ki jo igrajo iz prvoosebne perspektive. Ekipa se je za ta pristop odločila, ker je menila, da se bodo igralci s tem lažje prepoznali v svojem liku. Ta trend se je nadaljeval vse do Assassin's Creed Syndicate.
Razvoj Assassin's Creed Unity se je začel kmalu po dokončanju Brotherhood leta 2010, saj se je prvotna razvojna ekipa razdelila na dve skupini v zgodnjih fazah razvoja Assassin's Creed III. Kot prva igra v seriji, ki je izšla izključno za osmo generacijo igralnih konzol, je bila Unity grafično in igralno prenovljena. Za prizorišče igre je bil izbran Pariz v prvih letih francoske revolucije, igralci pa so prevzeli nadzor nad novim asasinom po imenu Arno Dorian. Po Unity je Ubisoft leta 2015 izdal Assassin's Creed Syndicate.

### Drugo obdobje
Po Syndicate se je Ubisoft odločil, da serija potrebuje temeljito prenovo tako na področju igranja kot pripovedi. Odločili so se, da bo naslednja igra, Assassin's Creed Origins, bližje videoigri igranja vlog kot pa akcijski stealth igri, kar je omogočilo igro z veliko več urami igranja kot prejšnji naslovi. V ta namen so bile odpravljene nekatere dolgoletne značilnosti serije, na primer socialna stealth mehanika. To je spremenilo način predstavljanja misij — namesto linearnega vodenja skozi Animus je igralčev lik lahko v svetu igre srečal različne dajalce nalog preko katerih lahko sprejme misije. S pripovednega vidika je Ubisoft igro postavil pred ustanovitev bratovščine asasinov v Stari Egipt in ustvaril nov glavni igralčev lik, Bayeka iz Siwe, medžaja, ki s pomočjo ljudem, uživa njihovo spoštovanje. Tudi sodobna zgodba se je vrnila k enemu samemu liku, Layli Hassan. Razvijalci so v primerjavi s prejšnjimi igrami omejili število igralnih sekvenc za njen lik, vendar so jim dali več pomena, na primer igralcem so omogočili, da raziščejo Laylin prenosni računalnik, kjer lahko odkrijejo informacijame o ozadju vesolja igre.
Origins je leta 2018 sledila Assassin's Creed Odyssey, ki je dogajanje preselila v klasično Grčijo in sledila podobnemu pristopu kot njena predhodnica, vendar z večjim poudarkom na elementih igranja vlog. Assassin's Creed Valhalla iz leta 2020, postavljena v srednjeveško Anglijo in Norveško v vikinški vikingov, je nadaljevala isti slog kot Origins in Odyssey. Razvijalci so prepoznali povratne informacije iz prejšnjih dveh iger in vrnili elemente socialnega stealth igranja ter koncept prilagodljive domače baze, ki je bil prvič predstavljen v Assassin's Creed II.

### Prihodnost
Leta 2022 je Ubisoft napovedal več novih iger serije. Predstavljen je bil koncept Assassin's Creed Infinity, ki ga je izvršni producent Marc-Alexis Côté opisal kot »novo filozofijo oblikovanja« serije ter kot nekakšno središče, ki bo zagotavljalo izdaje bodočih iger. Prvi dve igri, vključeni v Infinity, bosta Assassin's Creed: Red, ki se bo dogajala na fevdalni Japonski, in Assassin's Creed: Hexe, ki naj bi se dogajala v Srednji Evropi v 16. stoletju. Ubisoft je napovedal tudi Assassin's Creed Mirage, manjšo igro, ki naj bi serijo vrnila k njenim stealth koreninam. Igra bo predvidoma izšla 12. oktobra 2023, dogajanje pa bo postavljeno v Bagdad dvajset let pred dogodki v Valhalli.

## Igranje
Igre Assassin's Creed se osredotočajo na enega ali več izmišljenih članov reda asasinov. Njihove spomine podoživlja igralni lik v sodobnem času s pomočjo naprave, imenovane Animus, in njenih izpeljank. Animus uporabniku raziskovanje teh spominov omogoča preko genetskega spomina. Liku v resničnem svetu igre se zato med upravljanjem zgodovinskih asasinov prikazuje vmesnik z elementi, kot so črtica z zdravjem, mini zemljevid in cilji, ki jih v resnici prikazuje Animus. Če igralec povzroči smrt lika ali neuspešno opravi misijo, se zgodi desinhronizacija genetskega spomina, kar igralcu omogoči, da misijo poskusi ponovno opraviti. Prek vmesnika Animus lahko igralec ponovi katero koli že opravljeno misijo; na primer v igri Assassin's Creed: Brotherhood lahko igralec doseže boljše rezultate sinhronizacije, če misijo opravi na poseben način, na primer tako, da ubije samo cilj misije. Animus sodobnemu liku podeli tudi posebne sposobnosti, ki mu na primer pomagajo videti cilj v množici ter druge edinstvene prednosti.
Ko igrate v vlogi asasinov, so igre na splošno prikazane s tretjeosebnega pogleda v okolju odprtega sveta, s poudarkom na stealth in parkourju. V igrah se glavna zgodba odvija po strukturi misij, pri čemer mora igralec opraviti umor javnih osebnosti ali tajno misijo. Na voljo je tudi več stranskih misij, kot so kartiranje obsežnih mest z visokega stolpa, ki mu sledi skok v kopico sena, zbiranje zakladov, raziskovanje ruševin za relikvijami, ustvarjanje bratovščine asasinov za opravljanje drugih nalog ali financiranje obnove mesta z nakupom in nadgradnjo trgovin in drugih funkcij. Včasih igralec neposredno nadzoruje sodobni lik, ki se je zaradi uporabe animusa naučil tehnik asasinov s pomočjo učinka krvavitve in genetske sposobnosti Orlovega vida, ki z osvetlitvijo ljudi v različnih barvah ločuje prijatelje, sovražnike in tarče.
V igrah se uporablja koncept aktivnih in pasivnih gibov, pri čemer aktivni gibi, kot so tek, plezanje po stenah stavb ali skakanje med strehami, bolj opozarjajo bližnje stražarje. Ko so stražarji opozorjeni, se mora igralec z njimi spopasti ali pa uiti iz njihovega vidnega polja tako da poišče skrivališče, kot je kup sena ali vodnjak, in počakati, da se pozornost stražarjev zmanjša. Bojni sistem omogoča številna edinstvena orožja, oklepe in gibe, vključno z uporabo skritega rezila znotraj ščitnika na asasinovi roki, ki ga lahko igralec uporabi za prikrite umore.

## Zgodba

### Premisa
Igre Assassin's Creed se osredotočajo predvsem na rivalstvo in konflikt med dvema starodavnima tajnima družbama: redom asasinov, ki predstavlja svobodo, in vitezi templjarji, ki predstavljajo red. Različice teh družb obstajajo že stoletja, asasini pa si prizadevajo preprečiti templarjem, da bi pridobili nadzor nad t.i. Kosi raja, artefakti, ki lahko razveljavijo svobodno voljo in nadzorujejo ljudi.
Ti artefakti so ostanki starodavne vrste pred človeštvom, imenovane Isu ali Prekurzorji, ki so ustvarili človeštvo, da bi živelo v miru skupaj z njimi. Isu so poskrbeli, da se ljudje niso mogli upreti, tako da so ustvarili Kose raja, da bi jih nadzorovali. Ko sta se pojavili prvi hibridni Isu-človeški bitji, imenovani Adam in Eva, sta bili na učinke le-teh imuni in jih ukradli, kar je povzročilo veliko vojno, ki se je končala, ko je zemeljsko površje opustošil močan sončnev blišč. Isu so začeli izumirati, medtem ko je človeštvo uspevalo. Trije Isu—Minerva, Juno in Jupiter so poskušali pripraviti človeštvo na ponovni sončnev blišč, za katerega so vedeli, da se bo zgodil več stoletij pozneje. Minerva in Jupiter sta pripravila kripte, iz katerih bi lahko človeštvo s Koščki raja aktiviralo zaščitni ščit okoli Zemlje in Oko, sredstvo za sporočanje, kako najti in uporabiti te kripte; vendar je Juno v človeštvu videla grožnjo in poskušala sabotirati načrt Minerve in Jupitra. Minerva in Jupiter sta bila prisiljena uničiti Juno, ne da bi vedela, da je na skrivaj skrila svojo zavest, ki se bo prebudila ob aktivaciji Očesa. Vse, kar je ostalo od Isu, so bili sledovi njihovih spominov v svetovnih mitologijah in religijah, medtem ko so se Kosi raja izgubili v času.
Serija se dogaja v sodobnem času, ko so templjarji ustanovili megakorporacijo Abstergo Industries. Podjetje Abstergo je razvilo napravo Animus, katere uporabnik lahko podoživi spomine svojih prednikov prek njihovega genskega materiala. Da bi izpolnili svoj cilj je Abstergo začel ugrabljati potomce nekdanjih asasinov, da bi prek animusa našli manjkajoče Koščke raja. Uporabnik sistema Animus se lahko giblje v simuliranih spominih kot njegov prednik, vendar lahko izvajanje dejanj zunaj meja dejanj njegovega prednika povzroči desinhronizacijo spomina. Daljša uporaba animusa ustvari učinek krvavitve, ki uporabniku omogoči nekaj spretnosti in sposobnosti, ki jih je podoživel s svojim prednikom.

### Zgodbe
| Igra                            | Zgodovinski lik Obdboje | Sodobni lik                     |
| ------------------------------- | --- | ------------------------------- |
| Assassin's Creed                | Altaïr Ibn-LaʼAhad Tretja križarska vojna                                                                                     | Desmond Miles                   |
| Assassin's Creed II             | Ezio Auditore da Firenze Italijanska renesansa                                                                                | Desmond Miles                   |
| Assassin's Creed: Brotherhood   | Ezio Auditore da Firenze Italijanska renesansa                                                                                | Desmond Miles                   |
| Assassin's Creed: Revelations   | Ezio Auditore da Firenze Osmanska državljanska vojna Altaïr Ibn-LaʼAhad Tretja križarska vojna & Mongolska invazija na Levant | Desmond Miles                   |
| Assassin's Creed III            | Haytham Kenway Francoska in indijanska vojna Ratonhnhaké:ton / Connor Ameriška revolucija                                     | Desmond Miles                   |
| Assassin's Creed IV: Black Flag | Edward Kenway Zlata doba piratstva                                                                                            | »Noob« raziskovalec Absterga    |
| Assassin's Creed Rogue          | Shay Patrick Cormac Francoska in indijanska vojna                                                                             | »Numbskull« raziskovalec Helixa |
| Assassin's Creed Unity          | Arno Dorian Francoska revolucija                                                                                              | »Začetnik« / igralec Helixa     |
| Assassin's Creed Syndicate      | Jacob in Evie Frye Viktorijanska doba Lydia Frye Prva svetovna vojna                                                          | »Začetnik« / igralec Helixa     |
| Assassin's Creed Origins        | Bayek in Aya Ptolemajski Egipt                                                                                                | Layla Hassan                    |
| Assassin's Creed Odyssey        | Alexios / Kassandra Peloponeška vojna                                                                                         | Layla Hassan                    |
| Assassin's Creed Valhalla       | Eivor Varinsdottir Vikinška invazija na Anglijo Odin / Havi Obdobje Isu                                                       | Layla Hassan Basim Ibn Ishaq    |

Prvih pet glavnih iger v seriji se osredotoča na Desmonda Milesa, natakarja, ki izve, da je potomec več pomembnih asasinov, med drugim Altaïra Ibn-LaʼAhada z Bližnjega vzhoda med tretjo križarsko vojno, Ezia Auditoreja da Firenze iz obdobja italijanske renesanse konec 15. in začetek 16. stoletja ter Ratonhnhaké:ton (bolj znan kot Connor), pol mohavski, pol britanski asasin med ameriško revolucijo. Abstergo izkoristi Desmonda, da bi našel Kose raja, vendar ga osvobodi Lucy Stillman, tajna agentka asasinov. Lucy pelje Desmonda na srečanje s Shaunom Hastingsom in Rebecco Crane, drugima članoma sodobnih asasinov. Kasneje se skupini pridruži William Miles, Desmondov oče. Še naprej raziskujejo Desmondove spomine in nazadnje odkrijejo Oko in Minervino opozorilo o morebitnem novem sončevem blišču. Nenamerno osvobodijo Juno, ki nato ubije Lucy, za katero se izkaže, da je dvojna agentka templjarjev. Skupina s pomočjo Desmondovih spominov še naprej išče kripte po vsem svetu, ki jih Desmond, da bi preprečil sončev blišč, na koncu le pravočasno aktivira, vendar za ceno svojega življenja.
V Assassin's Creed IV: Black Flag William odide v izgnanstvo, Shaun in Rebecca pa še naprej spremljata Abstergo in se izdajata za zaposlena v enem od njegovih podružničnih podjetij, Abstergo Entertainment. Abstergo je izpopolnilo tehnologijo Animus, tako da lahko sedaj vsakdo doživi genetske spomine iz DNK materiala druge osebe, kar omogoča, da pod krinko ustvarjanja zabavnih izdelkov nadaljuje z iskanjem Kosov raja. V Black Flag igralec prevzame vlogo neimenovanega uslužbenca podjetja Abstergo, ki je zadolžen za skeniranje spominov Edwarda Kenwaya, zasebnika, ki je v zlati dobi piratstva postal pirat, in Connorjevega dedka.
Med preiskavo je igralec prisiljen pomagati sodelavcu Johnu Standishu pridobiti občutljive informacije in jih dostaviti asasinom. Pozneje se izkaže, da je John v resnici Modrec, človeška reinkarnacija Juninega moža Aita, ki jo skuša obuditi, vendar ga Abstergo ubije, preden se njegov načrt lahko uresniči. V Assassin's Creed Rogue igralec upravlja drugega uslužbenca podjetja Abstergo, ki ga templarji zaposlijo, da očisti njihove strežnike potem ko so v njih vdrli asasini in pridobili podatke o življenju Shaya Patricka Cormaca, asasina iz 18. stoletja, ki je postal templar. Asasini so se nazadnje prisiljeni ponovno umakniti v podzemlje, igralčev lik pa je povabljen, da se pridruži templjarjem.
V času Assassin's Creed Unity podjetje Abstergo distribuira svoj izdelek Animus prek igralne konzole Helix, pri čemer izkorišča obsežno bazo igralcev, ki se ne zavedajo, da jim v resnici pomagajo najti več Kosov raja in ugotoviti usode različnih Modrecev v okviru projekta Phoenix, ki je poskus ponovne vzpostavitve genetske strukture Isu. Asasini poiščejo izbrane igralce in jih povabijo kot začetnike, da jim pomagajo pri njihovem cilju. V Unity igralčev lik kontaktira asasin po imenu Bishop in ga prosi, naj se vživi v spomine Arna Doriana, asasina, ki je deloval med francosko revolucijo, da bi sodobni asasini lahko našli telo Modreca in ga skrili pred Abstergom. Kljub prizadevanjem asasinov Abstergo do začetka Assassin's Creed Syndicate zbere dovolj vzorcev drugih Modrecev, da lahko s projektom Phoenix nadaljuje. Bishop ponovno stopi v stik z začetnikom in ga prosi, naj razišče spomine Jacoba in Evie Frye, dvojčka asasina iz viktorijanske Anglije, da bi našel Košček raja, znan kot Plašč, ki ga Abstergo potrebuje za dokončanje procesa ponovne vzpostavitve genetske strukture Isu. Čeprav začetniku uspe najti plašč, templjarji prehitijo asasine.
V Assassin's Creed Origins je predstavljena nova zgodba, ki se osredotoča na raziskovalko Absterga Laylo Hassan. Layla je sprva zadolžena za iskanje zgodovinskih artefaktov v Egiptu, vendar naleti na mumificirani trupli medžaja Bayeka in njegove žene Aye, soustanoviteljev Skritih, predhodnice Bratovščine asasinov. Layla v nasprotju z Abstergovimi ukazi uporabi Animus, da podoživi Bayekove in Ayine spomine, zaradi česar postane tarča templjarjev, nakar spozna Williama Milesa, ki jo rekrutira med asasine. V Assassin's Creed Odyssey Layla odkrije Leonidovo kopje in pridobi DNK Leonidovih vnukov, Alexiosa in Kassandre. Skozi njune spomine najde Palico Hermesa Trismegistusa, še en Košček raja, ki ga varuje eden izmed njiju (kanonično Kassandra), ki je še vedno živ, saj ga Palica drži pri življenju.
Kassandra prepusti Palico Layli, za katero je prerokovano, da bo nekega dne ponovno vzpostavila ravnovesje na svetu, in ki se izkaže za vredno, da jo obvladuje. V Assassin's Creed Valhalla se Zemlja sooča s še eno katastrofo, saj se njeno magnetno polje nenehno krepi, odkar je Desmond leta 2012 aktiviral Oko. Layla izkoplje ostanke Eivor Varinsdottir, vikinške napadalke iz 9. stoletja, in iz njenih spominov izve za tempelj Isu na Norveškem. Layla odpotuje v tempelj ter vstopi v Sivo, virtualni svet, ki so ga ustvarili Isu, kjer sreča Bralca (ki naj bi bil Desmondova ohranjena zavest) in Basima Ibn Ishaqa, Skritega in Modreca (reinkarnacijo Isujevega Lokija), ki ga Eivor ujame v Sivo. Basim pomaga Layli ustaviti katastrofo, nato pa pobegne nazaj v resničnost, kjer se s Palico pomladi in spozna druge sodobne asasine.

## Zgodovina izdaje
V spodnji tabeli so navedene glavne in stranske igre franšize, leta izida in ustrezne platforme, na katerih so izšle:
| Naslov                                    | Leto izida    | Platforma                                                                                            |
| Glavna serija                             | Glavna serija | Glavna serija                                                                                        |
| ----------------------------------------- | ------------- | --- |
| Assassin's Creed                          | 2007          | Microsoft Windows, Xbox 360, PlayStation 3                                                           |
| Assassin's Creed II                       | 2009          | Windows, Xbox 360, Xbox One, PlayStation 3, PlayStation 4, OS X, Nintendo Switch                     |
| Assassin's Creed: Brotherhood             | 2010          | Windows, Xbox 360, Xbox One, PlayStation 3, PlayStation 4, OS X, Nintendo Switch                     |
| Assassin's Creed: Revelations             | 2011          | Windows, Xbox 360, Xbox One, PlayStation 3, PlayStation 4, Nintendo Switch                           |
| Assassin's Creed III                      | 2012          | Windows, Xbox 360, Xbox One, PlayStation 3, PlayStation 4, Wii U, Nintendo Switch, Google Stadia     |
| Assassin's Creed IV: Black Flag           | 2013          | Windows, Xbox 360, Xbox One, PlayStation 3, PlayStation 4, Wii U, Nintendo Switch, Stadia            |
| Assassin's Creed Rogue                    | 2014          | Windows, Xbox 360, Xbox One, PlayStation 3, PlayStation 4, Nintendo Switch, Stadia                   |
| Assassin's Creed Unity                    | 2014          | Windows, Xbox One, PlayStation 4, Stadia                                                             |
| Assassin's Creed Syndicate                | 2015          | Windows, Xbox One, PlayStation 4, Stadia                                                             |
| Assassin's Creed Origins                  | 2017          | Windows, Xbox One, PlayStation 4, Stadia                                                             |
| Assassin's Creed Odyssey                  | 2018          | Windows, Xbox One, PlayStation 4, Stadia                                                             |
| Assassin's Creed Valhalla                 | 2020          | Windows, Xbox One, Xbox Series X/S, PlayStation 4, PlayStation 5, Stadia, Amazon Luna                |
| Assassin's Creed Mirage                   | 2023          | Windows, Xbox One, Xbox Series X/S, PlayStation 4, PlayStation 5, Luna                               |
| Ostale igre                               |               | |
| Assassin's Creed: Altaïr's Chronicles     | 2008          | Android, Symbian, iOS, webOS, Windows Phone, Nintendo DS                                             |
| Assassin's Creed: Bloodlines              | 2009          | PlayStation Portable                                                                                 |
| Assassin's Creed II: Discovery            | 2009          | iOS, Nintendo DS                                                                                     |
| Assassin's Creed: Project Legacy          | 2010          | Browser                                                                                              |
| Assassin's Creed: Multiplayer Rearmed     | 2011          | iPad, iPhone, iPod Touch                                                                             |
| Assassin's Creed: Recollection            | 2011          | iPad, iPhone, iPod Touch                                                                             |
| Assassin's Creed III: Liberationa         | 2012          | Windows, Xbox 360, Xbox One, PlayStation 3, PlayStation 4, PlayStation Vita, Nintendo Switch, Stadia |
| Assassin's Creed: Pirates                 | 2013          | Android, iOS                                                                                         |
| Assassin's Creed: Freedom Cryb            | 2014          | Windows, Xbox 360, Xbox One, PlayStation 3, PlayStation 4, Nintendo Switch                           |
| Assassin's Creed: Memories                | 2014          | iOS                                                                                                  |
| Assassin's Creed Chronicles: Chinac       | 2015          | Windows, Xbox One, PlayStation 4, PlayStation Vitad                                                  |
| Assassin's Creed Chronicles: India        | 2016          | Windows, Xbox One, PlayStation 4, PlayStation Vitad                                                  |
| Assassin's Creed Chronicles: Russia       | 2016          | Windows, Xbox One, PlayStation 4, PlayStation Vitad                                                  |
| Assassin's Creed Identity                 | 2016          | Android, iOS                                                                                         |
| Assassin's Creed Unity: Arno's Chronicles | 2017          | Androide                                                                                             |
| Assassin's Creed Rebellion                | 2018          | Android, iOS                                                                                         |

^a Pod naslovom Assassin's Creed: Liberation HD je izšla leta 2014 za Windows, PlayStation 3 in Xbox 360.
^b Prvotno izdana kot DLC za vse različice igre Assassin's Creed IV: Black Flag leta 2013.
^c Prvotno napovedana kot del sezonske vstopnice za Assassin's Creed Unity.
^d Izšla kot kompilacija z naslovom Assassin's Creed Chronicles Trilogy Pack.
^e Izdana izključno za pametni telefon Honor 9. 

## Odziv
| Igra                                  | Metacritic                                    |
| ------------------------------------- | --------------------------------------------- |
| Assassin's Creed                      | (PC) 79 (PS3) 81 (X360) 81                    |
| Assassin's Creed: Altaïr's Chronicles | (NDS) 58                                      |
| Assassin's Creed: Bloodlines          | (PSP) 63                                      |
| Assassin's Creed II                   | (PC) 86 (PS3) 91 (X360) 90                    |
| Assassin's Creed II: Discovery        | (NDS) 69                                      |
| Assassin's Creed: Brotherhood         | (PC) 88 (PS3) 90 (X360) 89                    |
| Assassin's Creed Rearmed              | (iOS) 60                                      |
| Assassin's Creed: Revelations         | (PC) 80 (PS3) 80 (X360) 80                    |
| Assassin's Creed Recollection         | (iOS) 75                                      |
| Assassin's Creed III                  | (PC) 80 (PS3) 85 (WIIU) 85 (X360) 84          |
| Assassin's Creed III: Liberation      | (PC) 66 (PS3) 64 (Vita) 70 (X360) 62          |
| Assassin's Creed IV: Black Flag       | (PC) 84 (PS3) 88 (PS4) 83 (WIIU) 86 (X360) 86 |
| Assassin's Creed: Pirates             | (iOS) 67                                      |
| Assassin's Creed Memories             | (iOS) 48                                      |
| Assassin's Creed Rogue                | (PC) 74 (PS3) 72 (X360) 72                    |
| Assassin's Creed Identity             | (iOS) 69                                      |
| Assassin's Creed Unity                | (PC) 70 (PS4) 70 (XONE) 72                    |
| Assassin's Creed Syndicate            | (PC) 74 (PS4) 76 (XONE) 78                    |
| Assassin's Creed Chronicles           | (Vita) 70                                     |
| Assassin's Creed Origins              | (PC) 84 (PS4) 81 (XONE) 85                    |
| Assassin's Creed Odyssey              | (PC) 86 (PS4) 83 (XONE) 87                    |
| Assassin's Creed Valhalla             | (PC) 85 (PS4) 81 (XONE) 82 (XSX) 85           |

Serija Assassin's Creed je prejela predvsem pozitivne kritike, pri čemer jo je revija Blast Magazine označila za »najbolj izstopajočo serijo na [sedmi generaciji] konzol«. Pohvaljena je bila zaradi ambiciozne zasnove igre, vizualne podobe in pripovedi, kritizirana pa zaradi tehničnih težav in vsakoletnih izdaj skoraj vsake igre v seriji; igralce razdeljuje tudi premik serije, ki se je začel z Origins, v smeri dajanja prednosti mehaniki igranja vlog pred stealth mehanikami.
Do septembra 2019 je bilo prodanih več kot 140 milijonov izvodov iger serije z več kot 95 milijoni igralcev, s čimer je serija postala najbolje prodajana franšiza Ubisofta in ena najbolje prodajanih franšiz videoiger vseh časov. Septembra 2022 je skupna prodaja iger serije presegla 200 milijonov.

## Kulturni vpliv
Elementi Assassin's Creeda so bili kot vsebina vključeni v druge Ubisoftove igre in igre tretjih oseb. V različicah igre Team Fortress 2 (2007) za MacOS in Microsoft Windows sta bila za razred vohunov dodana dva kozmetična predmeta za promocijo igre Assassin's Creed: Revelations; prvi je značilno Skrito rezilo, drugi pa kapuca, ki temelji na tisti, ki jo v igri nosi Ezio. Sackboy, igralni lik iz iger LittleBigPlanet in LittleBigPlanet 2, je lahko opremljen s kožo, ki spominja na Eziovo obleko. V igri Prince of Persia (2008) je bilo mogoče Altaïrov kostum odkleniti s kodo, ki si jo lahko dobil s prednaročilom igre. V igri Prince of Persia: The Forgotten Sands iz leta 2010 je na voljo obleka, ki spominja na Eziovo obleko iz igre Assassin's Creed II, ki jo je mogoče odkleniti prek storitve Uplay. Final Fantasy XIII-2 (2011) vključuje kostum, ki temelji na Eziovi obleki iz igre Assassin's Creed: Revelations.
V igri Metal Gear Solid 4: Guns of the Patriots (2008) je Altaïrova obleka odklenljiva kozmetična možnost za Solid Snakea; sprva jo je kot prvoaprilsko šalo napovedal režiser igre Hideo Kodžima. Kodžima je pozneje vrnil uslugo in Ubisoftu dovolil, da v igro Assassin's Creed: Brotherhood vključi Raidenovo obleko. V igri Metal Gear Solid: Peace Walker (2010) lahko igralec s strehe skoči v kup sena, ki vključuje zvočni učinek orla, uporabljen v igrah Assassin's Creed, in jo uporabi za privabljanje in obvladovanje sovražnikov. V Wii igri Academy of Champions: Soccer iz leta 2009 je Altaïr skupaj z drugimi Ubisoftovimi liki možen igralni lik. V igri Soulcalibur V iz leta 2012 se Ezio pojavi kot igralni borec in je upodobljen na embalaži. Julija 2022 sta bila Ezio in Eivor dodana kot igralna borca v igri Brawlhalla (2017).
Assassin's Creed IV: Black Flag (2013) predstavi lik Oliviera Garneauja, direktorja podjetja Abstergo Entertainment, ki Ubisoftu pomaga razvijati videoigre Assassin's Creed v izmišljenem vesolju franšize. Med dogodki v igri Garneau odpotuje v Chicago, kjer se odvija Ubisoftova videoigra Watch Dogs iz leta 2014. V igri je Garneau predmet stranske naloge, v kateri ga igralni protagonist Aiden Pearce reši pred ugrabitvijo; domnevno je to storila bratovščina asasinov. Poleg tega je v igri možno videti dva likai, ki igrata Assassin's Creed II. Ubisoft je te pojave opisal kot majhna velikonočna jajca in ni niti potrdil niti zanikal skupne kontinuitete med obema franšizama. V Assassin's Creed Origins (2017) je omenjena novica o Garneaujevem incidentu v Chicagu, skupaj s sliko Aidena Pearcea, ki ubije Garneauja.
Pri naložljivi vsebini (DLC) je Ubisoft v sodelovanju s Square Enix v igri Final Fantasy XV (2016) na konzolah pod naslovom Assassin's Festival v omejenem času organiziral festivalski dogodek na temo Assassin's Creed, ki je trajal od 31. avgusta 2017 do 31. januarja 2018. DLC je vseboval elemente igranja iz serije iger Assassin's Creed, nove dodatne naloge, mini igre in ekskluzivne predmete s tematiko Assassin's Creed. Januarja 2020 je Nintendo izdal kostum Mii Fighter, ki temelji na Altaïru, kot naložljivo vsebino v crossover borilni igri Super Smash Bros. Ultimate (2018).

Avgusta 2021 je Ubisoft izdal brezplačno posodobitev za svojo igro Watch Dogs: Legion iz leta 2020, ki je vsebovala nekanonično križanje s serijo Assassin's Creed. Posodobitev je uvedla neobvezno zgodbeno vsebino, v kateri se DedSec sreča z Darcy Clarkson, članico sodobne bratovščine asasinov in potomko Jacoba in Evie Frye, ter ji nato pomaga. Darcy je prav tako vključena kot igralni lik in ima edinstven asasinski slog igranja.